# Тюра Теодора Трунста
Тюра Теодора Трунста (на норвежки: Tyra Teodora Tronstad) е норвежка поетеса и писателка на произведения в жанра социална драма, лирика и детска литература.

## Биография и творчество
Тюра Теодора Трунста е родена на 7 януари 1972 г. в Елверум, Норвегия. Израства в село Копан във фюлке Инландет. Баща ѝ е инженер във фабрика за производство на кухни, а майка ѝ работи в детска градина. От малка чете много и пише поезия. Завършва средното си образование в Тюнсет. Докато е в гимназията прави една година на обмен в Холандия. В периода 1992 – 1998 г. следва в университета на Осло и получава бакалавърска степен по педагогика, християнистика и психология. След дипломирането си работи като консултант по комуникации в публичния и частния сектор, включително в жилищностроителната компания ОБОС.
Дебютира като писател през 2007 г. със стихосбирката „Понеделник сутрин, мъртвите са на опашка“. Първият ѝ роман за юноши „Ако сега има повече хора, които жонглират“ е издаден през 2011 г. и е номиниран за наградата на Министерството на културата за детско-юношеска литература.
През 2016 г. е издаден романът ѝ за юноши „Мракът идва отвътре“. Сред апокалиптичната действителност в един град потопен в мрак, банди и терор, живеят и се срещат двама тийнейджъри – потомци на две враждуващи страни. Линеа, която живее в модерен апартамент в Западния квартал, тръгва да търси майка си, медицинска сестра, която една вечер изчезва, а в Южния квартал живее Макс, чиито братя, останали без работа, редовно излизат нощем, без обяснения. Двамата ще трябва да намерят начин да оцелеят сред атмосфера на всеобщ страх и ужас. Романът печели Наградата на норвежките критици за най-добра детска и младежка книга за 2016 г.
Следващият ѝ роман, екологичният „Музиката на прилепите“, от 2019 г. също печели Наградата на норвежките критици. Романът ѝ за деца от 2022 г., „Рецепта срещу духовете, които чупят нещата“, печели наградата за детска и младежка книга на Шведската езикова асоциация.
Тюра Теодора Трунста живее със семейството си в Осло.

## Произведения

### Самостоятелни романи
- Det finnes ingen grenser for gult (2022)[1][2][4]